# Scotia (New York)
Scotia è un villaggio degli Stati Uniti d'America, situato nello stato di New York, nella contea di Schenectady.